# Jack and Jill Ice Cream
Jack and Jill Ice Cream Company — американский производитель мороженого со штаб-квартирой в Мурстауне, штат Нью-Джерси.

## Описание
Компания Jack and Jill Ice Cream была основана Максом Шварцем в 1929 году. Шварц разносил и продавал мороженое по улицам Филадельфии, штат Пенсильвания.
В 1936 году компания приобрела свой первый фургон мороженщика для продажи мороженого. Кроме обслуживания грузовиков, компания Jack and Jill Ice Cream также продаёт мороженое в ресторанах, на предприятиях общественного питания, в магазинах и торговых автоматах по всей Среднеатлантической части США. В начале 1980-х годов компания начала выпускать мороженое Choco Taco, позже проданное компании Good Humor-Breyers.
Название Jack and Jill компания получила в честь одноимённого детского стишка.